# Хамід Мажд Теймурі
Хамід Мажд Теймурі (перс. حمید مجدتیموری‎; нар. 3 червня 1953, Іран) — іранський футболіст, нападник.

## Клубна кар'єра
Футбольну кар'єру розпочав на початку 70-х років XX століття в команді «Банк Меллі». У 1977—1985 років грав за «Шахбаз», разом з яким виграв Кубок Тегерану в 1981 році.

## Кар'єра в збірній
У футболці національної збірної Ірану дебютував у квітні 1978 року в поєдинку проти Югославії. Потрапив до заявки на чемпіонаті світу 1978 року, проте на турнірі не зіграв жодного матчу.